# Eddy Etaeta
Eddy Etaeta (* 1. Juni 1970 in Papeete, Tahiti) ist ein ehemaliger tahitischer Fußballspieler und Trainer.

## Trainerkarriere
Etaeta war von 2010 bis 2015 Trainer der Tahitischen Fußballnationalmannschaft.

## Erfolge
- Gewinn der Fußball-Ozeanienmeisterschaft 2012
- Teilnahme am FIFA-Konföderationen-Pokal 2013